# Station Stalowa Wola
Station Stalowa Wola is een spoorwegstation in de Poolse plaats Stalowa Wola.